# Kazuyoshi Funaki
Kazuyoshi Funaki (jap. 船木 和喜, Funaki Kazuyoshi; * 27. April 1975 in Yoichi, Hokkaidō) ist ein japanischer Skispringer. Er zählte vor allem in der zweiten Hälfte der 1990er Jahre zu den erfolgreichsten Sportlern seiner Disziplin, als er nicht nur bei den heimischen Olympischen Winterspielen 1998 Gold im Einzelsprung sogar mit einem seltenen perfekten Sprung (Höchstnote aller Punktrichter) erlangen, sondern auch als erster Japaner überhaupt die prestigeträchtige Vierschanzentournee gewinnen konnte. Funaki ist der einzige Skispringer, dem sogar in mehreren Wettbewerben auf unterschiedlichen Sprungschanzen ein perfekter Sprung gelang. Er wurde zudem auch durch seine extreme „Vorlage“ während des Springens bekannt, bei der der Körper im noch relativ jungen V-Sprungstil ungewöhnlich plan zwischen den gespreizten Ski liegt.

## Werdegang
Funaki begann im Alter von elf Jahren mit dem Skispringen. Sein Geburtsort Yoichi ist auch die Heimat von Yukio Kasaya, der mit seinem Sieg auf der Normalschanze bei den Olympischen Winterspielen 1972 in Sapporo ein japanischer Nationalheld geworden war. Kasaya ist so auch das Vorbild Funakis.
Seinen ersten Weltcupeinsatz hatte er am 20. Dezember 1992 in Sapporo. Sein nächstes Springen absolvierte er erst am 10. Dezember 1994 auf der Normalschanze im slowenischen Planica, konnte dabei aber seinen ersten Weltcupsieg feiern. Wenige Wochen später führte er nach dem dritten Springen der Vierschanzentournee die Gesamtwertung an. Im zweiten Durchgang des vierten und letzten Springens in Bischofshofen erreichte er zwar mit 131,5 Metern die Tagesbestweite, stürzte aber bei der Landung. In der Gesamtwertung wurde der Japaner Zweiter hinter Andreas Goldberger.
Am 19. August 1995 gab Funaki in Kuopio sein Debüt im Skisprung-Grand-Prix und konnte sogleich seinen ersten Sieg erringen.
Insgesamt erreichte Funaki in seiner Karriere 15 Weltcupsiege, zuletzt am 5. Februar 2005 in Sapporo. Sein bestes Ergebnis im Gesamtweltcup erreichte er in der Saison 1997/98 mit dem zweiten Rang. In dieser Saison gewann er auch souverän die Vierschanzentournee, was ihm als erstem Japaner gelang. 1998 wurde er zudem Skiflug-Weltmeister in Oberstdorf.
Der Höhepunkt seiner Karriere waren die Olympischen Winterspiele 1998 in Nagano. Vor heimischem Publikum gewann Funaki auf der Großschanze und mit der Mannschaft Gold, auf der Normalschanze zudem Silber hinter dem Finnen Jani Soininen. Im Einzelspringen von der Großschanze erhielt er für seinen perfekten Sprung im zweiten Durchgang fünfmal die Note 20. Diese Bewertung erlangten bisher nur neun Springer.
Bei der Nordischen Skiweltmeisterschaft 1999 in Ramsau wurde er Weltmeister auf der Normalschanze. Im selben Jahr wurde er mit der Holmenkollen-Medaille geehrt. Mit der japanischen Mannschaft wurde er zudem 1997, 1999 und 2003 Vizeweltmeister.
In den folgenden Jahren war Funaki trotz einiger Gelegenheitserfolge eher mäßig erfolgreich. In der Saison 2004/05 erreichte er nur den dreißigsten Rang der Weltcupgesamtwertung.
Nach fast vier Jahren Pause im Weltcup sprang Funaki am 31. Januar 2009 wieder bei einem Weltcup-Wettbewerb in seiner Heimat und belegte den 19. Rang. Er nimmt noch immer an verschiedenen Bewerben, allerdings hauptsächlich in Japan, teil. Am 16. Januar 2011 gelang ihm mit dem 16. Platz beim Weltcup-Springen in Sapporo ein weiterer Achtungserfolg.
Bei den Winter-Asienspielen 2011 in Almaty, deren Sprungwettbewerbe auf den neuerbauten Schanzen des Gorney-Gigant-Komplexes ausgetragen wurden, gewann Funaki von der Großschanze die Silbermedaille. Von der Normalschanze wurde er Sechster. Beim Teamwettbewerb von der Großschanze gewann Funaki mit Yūta Watase, Yūhei Sasaki und Kazuya Yoshioka die Goldmedaille.
Funaki lebte eine Zeit lang in Slowenien und trainierte dort nicht mehr mit der japanischen Mannschaft. Im Gegensatz zu allen anderen japanischen Skispringern gehörte er keiner Werksmannschaft an, sondern war als Ein-Mann-Team eine Art selbständiger Unternehmer.
Heute lebt Funaki alleinstehend in Sapporo und tritt noch bei nationalen Wettbewerben an.

## Erfolge

### Weltcupsiege im Einzel
| Nr. | Datum             | Ort                    | Typ           |
| --- | ----------------- | ---------------------- | ------------- |
| 01. | 10. Dezember 1994 | Planica                | Normalschanze |
| 02. | 4. Januar 1995    | Innsbruck              | Großschanze   |
| 03. | 14. Dezember 1996 | Harrachov              | Großschanze   |
| 04. | 4. Januar 1997    | Innsbruck              | Großschanze   |
| 05. | 12. März 1997     | Kuopio                 | Normalschanze |
| 06. | 16. März 1997     | Oslo                   | Großschanze   |
| 07. | 29. Dezember 1997 | Oberstdorf             | Großschanze   |
| 08. | 1. Januar 1998    | Garmisch-Partenkirchen | Großschanze   |
| 09. | 4. Januar 1998    | Innsbruck              | Großschanze   |
| 10. | 24. Januar 1998   | Oberstdorf             | Flugschanze   |
| 11. | 21. März 1998     | Planica                | Großschanze   |
| 12. | 10. Januar 1999   | Engelberg              | Großschanze   |
| 13. | 24. Januar 1999   | Sapporo                | Großschanze   |
| 14. | 6. März 1999      | Lahti                  | Normalschanze |
| 15. | 5. Februar 2005   | Sapporo                | Großschanze   |

### Weltcupsiege im Team
| Nr. | Datum           | Ort       | Typ         |
| --- | --------------- | --------- | ----------- |
| 01. | 30. Januar 1999 | Willingen | Großschanze |
| 02. | 19. Januar 2001 | Park City | Großschanze |

### Grand-Prix-Siege im Einzel
| Nr. | Datum           | Ort    | Typ           |
| --- | --------------- | ------ | ------------- |
| 01. | 19. August 1995 | Kuopio | Normalschanze |
| 02. | 12. August 1998 | Hakuba | Großschanze   |

### Grand-Prix-Siege im Team
| Nr. | Datum              | Ort    | Typ         |
| --- | ------------------ | ------ | ----------- |
| 01. | 15. September 1998 | Hakuba | Großschanze |
| 01. | 7. August 1999     | Hakuba | Großschanze |

### Continental-Cup-Siege im Einzel
| Nr. | Datum              | Ort     | Typ           |
| --- | ------------------ | ------- | ------------- |
| 01. | 18. Dezember 1994  | Lahti   | Großschanze   |
| 02. | 14. Januar 1995    | Sapporo | Großschanze   |
| 03. | 15. Januar 1995    | Sapporo | Normalschanze |
| 04. | 21. September 1997 | Hakuba  | Großschanze   |
| 05. | 23. Oktober 1999   | Hakuba  | Großschanze   |
| 06. | 24. Oktober 1999   | Hakuba  | Großschanze   |
| 07. | 15. Januar 2000    | Sapporo | Großschanze   |
| 08. | 16. Januar 2000    | Sapporo | Großschanze   |

## Statistik

### Weltcup-Platzierungen
| Saison  | Platz | Punkte |
| ------- | ----- | ------ |
| 1994/95 | 04.   | 0843   |
| 1995/96 | 33.   | 0151   |
| 1996/97 | 03.   | 1018   |
| 1997/98 | 02.   | 1234   |
| 1998/99 | 04.   | 1589   |
| 1999/00 | 14.   | 0475   |
| 2000/01 | 30.   | 0144   |
| 2001/02 | 11.   | 0460   |
| 2002/03 | 30.   | 0185   |
| 2003/04 | 40.   | 0071   |
| 2004/05 | 30.   | 0133   |
| 2008/09 | 63.   | 0012   |
| 2010/11 | 58.   | 0015   |

### Grand-Prix-Platzierungen
| Saison | Platz | Punkte |
| ------ | ----- | ------ |
| 1995   | 02.   | 956    |
| 1996   | 08.   | 117    |
| 1997   | 05.   | 192    |
| 1998   | 02.   | 350    |
| 1999   | 07.   | 208    |
| 2000   | 06.   | 253    |
| 2001   | 15.   | 126    |
| 2002   | 14.   | 095    |
| 2003   | 54.   | 003    |
| 2004   | 22.   | 086    |
| 2009   | 23.   | 079    |
| 2010   | 61.   | 014    |

### Continental-Cup-Platzierungen
| Saison  | Platz | Punkte |
| ------- | ----- | ------ |
| 1994/95 | 7.    | 570    |
| 1995/96 | 67.   | 141    |
| 1996/97 | 90.   | 110    |
| 1997/98 | 80.   | 145    |
| 1999/00 | 14.   | 440    |
| 2000/01 | 187.  | 20     |
| 2002/03 | 88.   | 65     |
| 2008/09 | 55.   | 106    |
| 2009/10 | 80.   | 47     |
| 2010/11 | 43.   | 166    |
| 2011/12 | 58.   | 82     |

### Schanzenrekorde
| Ort                    | Land        | Weite               | aufgestellt am    | Rekord bis        |
| ---------------------- | ----------- | ------------------- | ----------------- | ----------------- |
| Innsbruck              | Österreich  | 117,0 m (HS: 130 m) | 3. Januar 1995    | 4. Januar 1995    |
| Innsbruck              | Österreich  | 117,5 m (HS: 130 m) | 4. Januar 1995    | 4. Januar 1997    |
| Kuusamo                | Finnland    | 142,5 m (HS: 142 m) | 7. Februar 1996   | 29. November 2002 |
| Garmisch-Partenkirchen | Deutschland | 121,0 m (HS: 140 m) | 31. Dezember 1997 | 1. Januar 1998    |

## Trivia
Das österreichische Liedermacher-Duo Christoph & Lollo veröffentlichte 1999 das Lied Funaki auf dem Album Schispringerlieder, in dem sie ihm „huldigen“ und singt es seither oft auf Konzerten.